# SkuSku
SkuSku è un singolo del rapper italiano MamboLosco, pubblicato il 2 luglio 2021.

## Descrizione
Il brano è stato prodotto da Nardi e Finesse e vede la collaborazione di Pyrex del gruppo musicale Dark Polo Gang.

## Tracce
1. SkuSku (feat. Pyrex) – 3:44